# Presidenti dell'Uruguay
I presidenti dell'Uruguay dal 1830 ad oggi sono i seguenti. A partire dal 1938 nel paese è stato esteso il diritto di voto anche alle donne.

## Lista

### Periodo 1830-1938
| Presidente | Presidente | Presidente                                                      | Partito           | Inizio            | Fine              |
| ---------- | ---------- | --------------------------------------------------------------- | ----------------- | ----------------- | ----------------- |
|            |            | Fructuoso Rivera                                                | Partito Colorado  | 6 novembre 1830   | 24 ottobre 1834   |
|            |            | Carlos Anaya                                                    | Partito Colorado  | 24 ottobre 1834   | 1º marzo 1835     |
|            |            | Manuel Oribe                                                    | Partito Nazionale | 1º marzo 1835     | 24 ottobre 1838   |
|            |            | Gabriel Antonio Pereira                                         | Partito Colorado  | 24 ottobre 1838   | 1º marzo 1839     |
|            |            | Fructuoso Rivera                                                | Partito Colorado  | 1º marzo 1839     | 1º marzo 1843     |
|            |            | Manuel Oribe (Carica di presidente reclamata da Joaquín Suárez) | Partito Nazionale | 1º marzo 1843     | 8 ottobre 1851    |
|            |            | Joaquín Suárez (Carica di presidente reclamata da Manuel Oribe) | Partito Colorado  | 1º marzo 1841     | 15 febbraio 1852  |
|            |            | Bernardo Prudencio Berro                                        | Partito Nazionale | 15 febbraio 1852  | 1º marzo 1852     |
|            |            | Juan Francisco Giró                                             | Partito Nazionale | 1º marzo 1852     | 25 settembre 1853 |
|            |            | Venancio Flores Triumvirato di Governo del 1853                 | Partito Colorado  | 25 settembre 1853 | 12 marzo 1854     |
|            |            | Juan Antonio Lavalleja Triumvirato di Governo del 1853          | Indipendente      | 25 settembre 1853 | 22 ottobre 1853   |
|            |            | Fructuoso Rivera Triumvirato di Governo del 1853                | Partito Colorado  | 25 settembre 1853 | 13 gennaio 1854   |
|            |            | Venancio Flores                                                 | Partito Colorado  | 12 marzo 1854     | 10 settembre 1855 |
|            |            | Luis Lamas (Carica di presidente reclamata da Venancio Flores)  | Partito Nazionale | 29 agosto 1855    | 10 settembre 1855 |
|            |            | Manuel Basilio Bustamante                                       | Partito Colorado  | 10 settembre 1855 | 15 febbraio 1856  |
|            |            | José María Plá                                                  | Partito Colorado  | 15 febbraio 1856  | 1º marzo 1856     |
|            |            | Gabriel Antonio Pereira                                         | Partito Colorado  | 1º marzo 1856     | 1º marzo 1860     |
|            |            | Bernardo Prudencio Berro                                        | Partito Nazionale | 1º marzo 1860     | 1º marzo 1864     |
|            |            | Atanasio Cruz Aguirre                                           | Partito Nazionale | 1º marzo 1864     | 15 febbraio 1865  |
|            |            | Tomás Villalba                                                  | Partito Nazionale | 15 febbraio 1865  | 20 febbraio 1865  |
|            |            | Venancio Flores                                                 | Partito Colorado  | 20 febbraio 1865  | 15 febbraio 1868  |
|            |            | Pedro Varela                                                    | Partito Colorado  | 15 febbraio 1868  | 1º marzo 1868     |
|            |            | Lorenzo Batlle                                                  | Partito Colorado  | 1º marzo 1868     | 1º marzo 1872     |
|            |            | Tomás Gomensoro                                                 | Partito Colorado  | 1º marzo 1872     | 1º marzo 1873     |
|            |            | José Eugenio Ellauri                                            | Partito Colorado  | 1º marzo 1873     | 22 gennaio 1875   |
|            |            | Pedro Varela                                                    | Partito Colorado  | 22 gennaio 1875   | 10 marzo 1876     |
|            |            | Lorenzo Latorre                                                 | Partito Colorado  | 10 marzo 1876     | 15 marzo 1880     |
|            |            | Francisco Antonio Vidal                                         | Partito Colorado  | 15 marzo 1880     | 1º marzo 1882     |
|            |            | Máximo Santos                                                   | Partito Colorado  | 1º marzo 1882     | 1º marzo 1886     |
|            |            | Francisco Antonio Vidal                                         | Partito Colorado  | 1º marzo 1886     | 24 maggio 1886    |
|            |            | Máximo Santos                                                   | Partito Colorado  | 24 maggio 1886    | 18 novembre 1886  |
|            |            | Máximo Tajes                                                    | Partito Colorado  | 18 novembre 1886  | 1º marzo 1890     |
|            |            | Julio Herrera y Obes                                            | Partito Colorado  | 1º marzo 1890     | 1º marzo 1894     |
|            |            | Duncan Stewart                                                  | Partito Colorado  | 1º marzo 1894     | 21 marzo 1894     |
|            |            | Juan Idiarte Borda                                              | Partito Colorado  | 21 marzo 1894     | 25 agosto 1897    |
|            |            | Juan Lindolfo Cuestas                                           | Partito Colorado  | 25 agosto 1897    | 15 febbraio 1899  |
|            |            | José Batlle y Ordóñez                                           | Partito Colorado  | 15 febbraio 1899  | 1º marzo 1899     |
|            |            | Juan Lindolfo Cuestas                                           | Partito Colorado  | 1º marzo 1899     | 1º marzo 1903     |
|            |            | José Batlle y Ordóñez                                           | Partito Colorado  | 1º marzo 1903     | 1º marzo 1907     |
|            |            | Claudio Williman                                                | Partito Colorado  | 1º marzo 1907     | 1º marzo 1911     |
|            |            | José Batlle y Ordóñez                                           | Partito Colorado  | 1º marzo 1911     | 1º marzo 1915     |
|            |            | Feliciano Viera                                                 | Partito Colorado  | 1º marzo 1915     | 1º marzo 1919     |
|            |            | Baltasar Brum                                                   | Partito Colorado  | 1º marzo 1919     | 1º marzo 1923     |
|            |            | José Serrato                                                    | Partito Colorado  | 1º marzo 1923     | 1º marzo 1927     |
|            |            | Juan Campisteguy                                                | Partito Colorado  | 1º marzo 1927     | 1º marzo 1931     |
|            |            | Gabriel Terra                                                   | Partito Colorado  | 1º marzo 1931     | 19 giugno 1938    |

### Dal 1938
| Presidente                                                   | Presidente | Presidente                | Partito           | Elezione             | Inizio            | Fine              |
| ------------------------------------------------------------ | ---------- | ------------------------- | ----------------- | -------------------- | ----------------- | ----------------- |
|                                                              |            | Alfredo Baldomir          | Partito Colorado  | 1938                 | 19 giugno 1938    | 1º marzo 1943     |
|                                                              |            | Juan José de Amézaga      | Partito Colorado  | 1942                 | 1º marzo 1943     | 1º marzo 1947     |
|                                                              |            | Tomás Berreta             | Partito Colorado  | 1946                 | 1º marzo 1947     | 2 agosto 1947     |
|                                                              |            | Luis Batlle Berres        | Partito Colorado  | Vicepresidente       | 2 agosto 1947     | 1º marzo 1951     |
|                                                              |            | Andrés Martínez Trueba    | Partito Colorado  | 1950                 | 1º marzo 1951     | 1º marzo 1952     |
| Consejo Nacional de Gobierno (1º marzo 1952 - 1º marzo 1967) |            |                           |                   |                      |                   |                   |
|                                                              |            | Óscar Diego Gestido       | Partito Colorado  | 1966                 | 1º marzo 1967     | 6 dicembre 1967   |
|                                                              |            | Jorge Pacheco Areco       | Partito Colorado  | Vicepresidente       | 6 dicembre 1967   | 1º marzo 1972     |
|                                                              |            | Juan María Bordaberry     | Partito Colorado  | 1971, Colpo di Stato | 1º marzo 1972     | 12 giugno 1976    |
|                                                              |            | Alberto Demicheli         | Partito Colorado  |                      | 12 giugno 1976    | 1º settembre 1976 |
|                                                              |            | Aparicio Méndez           | Partito Nazionale |                      | 1º settembre 1976 | 12 ottobre 1981   |
|                                                              |            | Gregorio Álvarez Armelino | Militare          |                      | 12 ottobre 1981   | 12 febbraio 1985  |
|                                                              |            | Rafael Addiego Bruno      | Indipendente      |                      | 12 febbraio 1985  | 1º marzo 1985     |
|                                                              |            | Julio María Sanguinetti   | Partito Colorado  | 1984                 | 1º marzo 1985     | 1º marzo 1990     |
|                                                              |            | Luis Alberto Lacalle      | Partito Nazionale | 1989                 | 1º marzo 1990     | 1º marzo 1995     |
|                                                              |            | Julio María Sanguinetti   | Partito Colorado  | 1994                 | 1º marzo 1995     | 1º marzo 2000     |
|                                                              |            | Jorge Batlle              | Partito Colorado  | 1999                 | 1º marzo 2000     | 1º marzo 2005     |
|                                                              |            | Tabaré Vázquez            | Fronte Ampio      | 2004                 | 1º marzo 2005     | 1º marzo 2010     |
|                                                              |            | José Mujica               | Fronte Ampio      | 2009                 | 1º marzo 2010     | 1º marzo 2015     |
|                                                              |            | Tabaré Vázquez            | Fronte Ampio      | 2014                 | 1º marzo 2015     | 1º marzo 2020     |
|                                                              |            | Luis Alberto Lacalle Pou  | Partito Nazionale | 2019                 | 1º marzo 2020     | 1º marzo 2025     |
|                                                              |            | Yamandú Orsi              | Fronte Ampio      | 2024                 | 1º marzo 2025     | in carica         |